# Andiroba
- Commons
- Wikispecies

A andiroba (Carapa guianensis Aubl. ), também conhecida como andirova, andiroba-suruba, angirova, carapa e purga-de-santo-inácio, é uma árvore da família Meliaceae. O nome deriva de nhandyroba, termo tupi que significa "óleo amargo", numa referência ao óleo extraído das sementes da planta. É reconhecida oficialmente pelo Ministério da Saúde do Brasil como possuidora de propriedades fitoterápicas.

## Nomes científicos
Carapa guaianensis e Carapa procera (há pequenas diferenças entre as duas espécies).
São ambas usadas medicinalmente.[carece de fontes?]

## Família
Meliáceas (mesma do cedro, canjerana, mogno e cinamomo).[carece de fontes?]

## Características
Árvore de grande porte, que chega a atingir 30 metros de altura. O fuste (parte que vai do solo aos primeiros galhos) é cilíndrico e reto. A casca é grossa, tem sabor amargo e desprende-se facilmente em grandes placas, possuindo aplicação na marcenaria, na carpintaria e na medicina popular. Copa de tamanho médio e bastante ramosa. A inflorescência é uma panícula (espécie de cacho). As flores são pequenas, de cor amarela, creme ou vermelha.[carece de fontes?]
O fruto é uma cápsula que se abre quando cai no chão, liberando de quatro a seis sementes. Floresce de agosto a outubro na Amazônia e frutifica de janeiro a maio. Porém, há muitas variações dependendo da região. É nativa da Amazônia. O óleo, conhecido como "azeite-de-andiroba", é extraído das suas sementes e utilizado para a produção de: repelente de insetos, antissépticos, cicatrizantes e anti-inflamatório.[carece de fontes?]

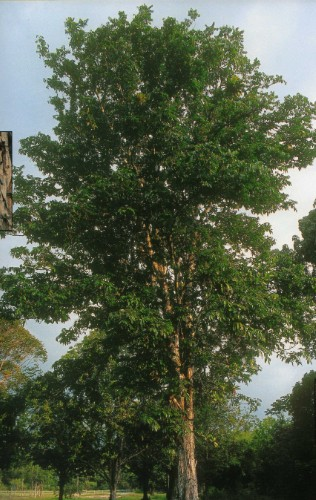
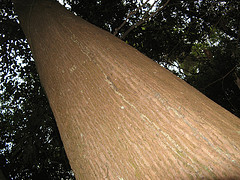
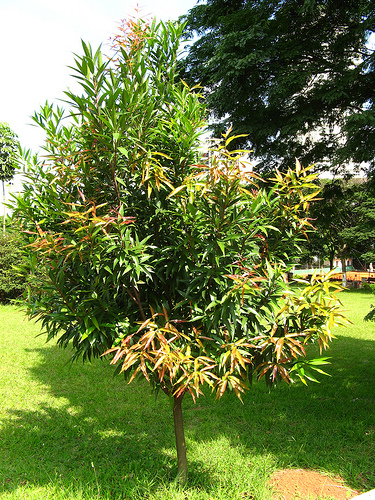
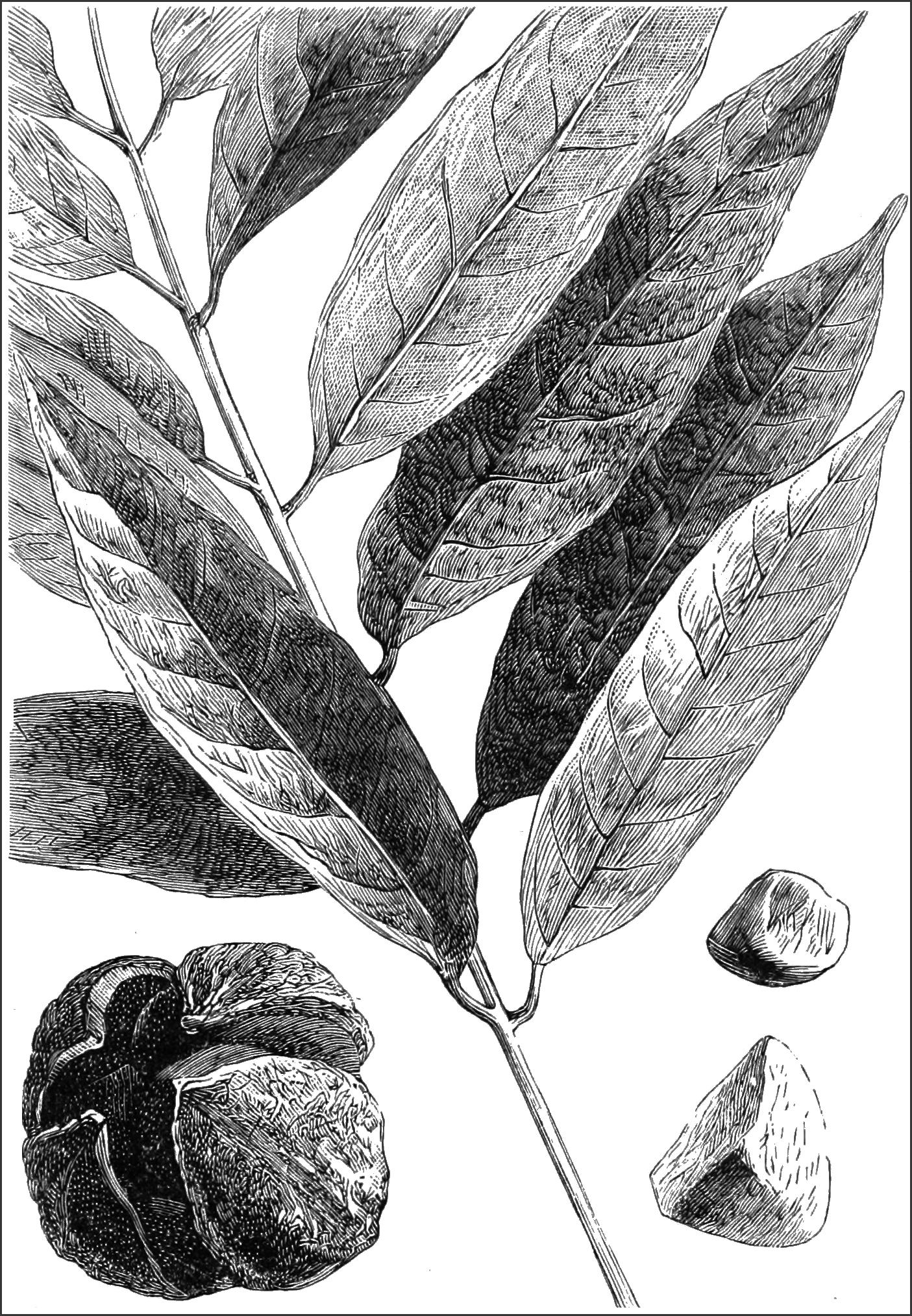
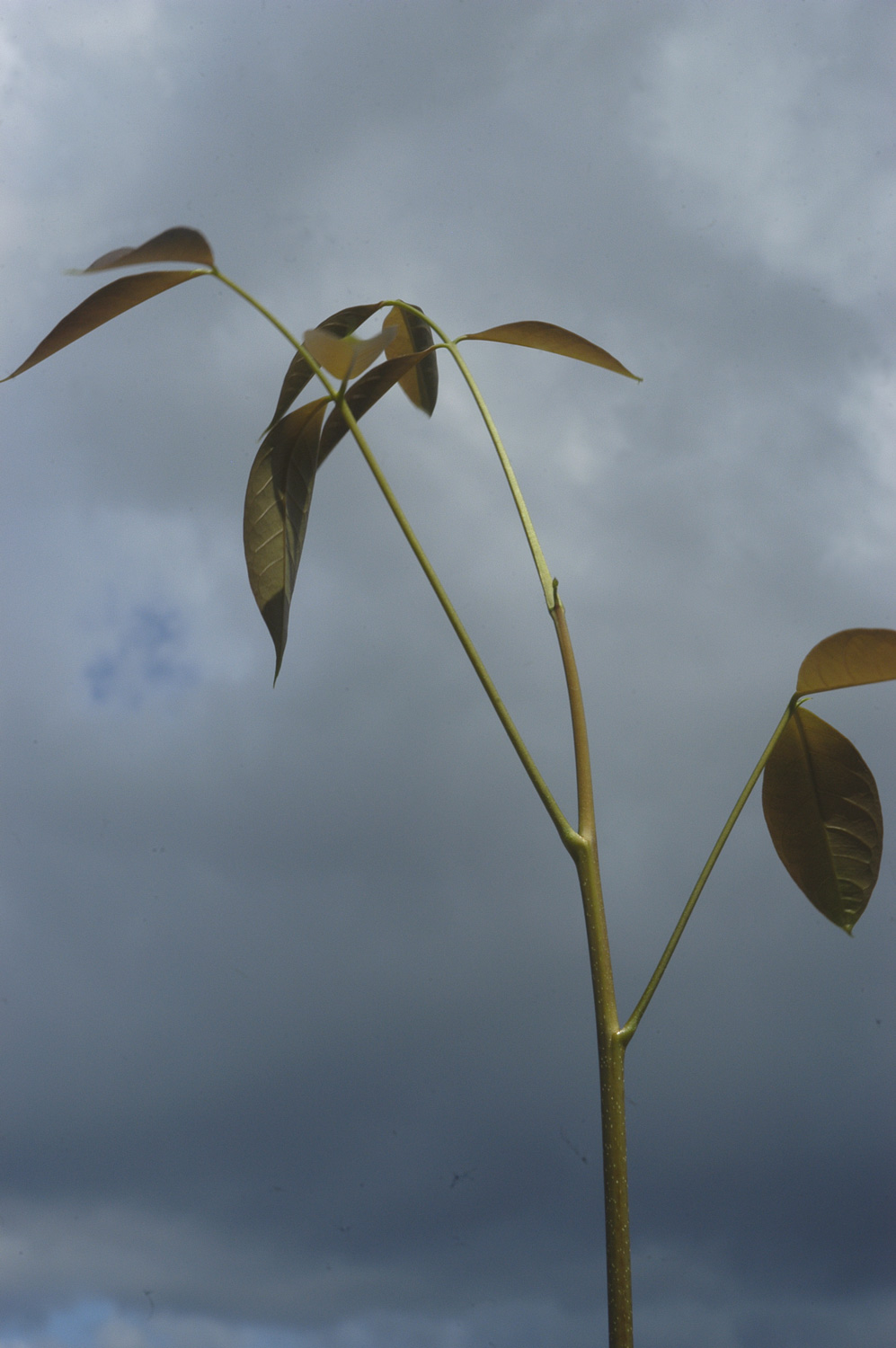
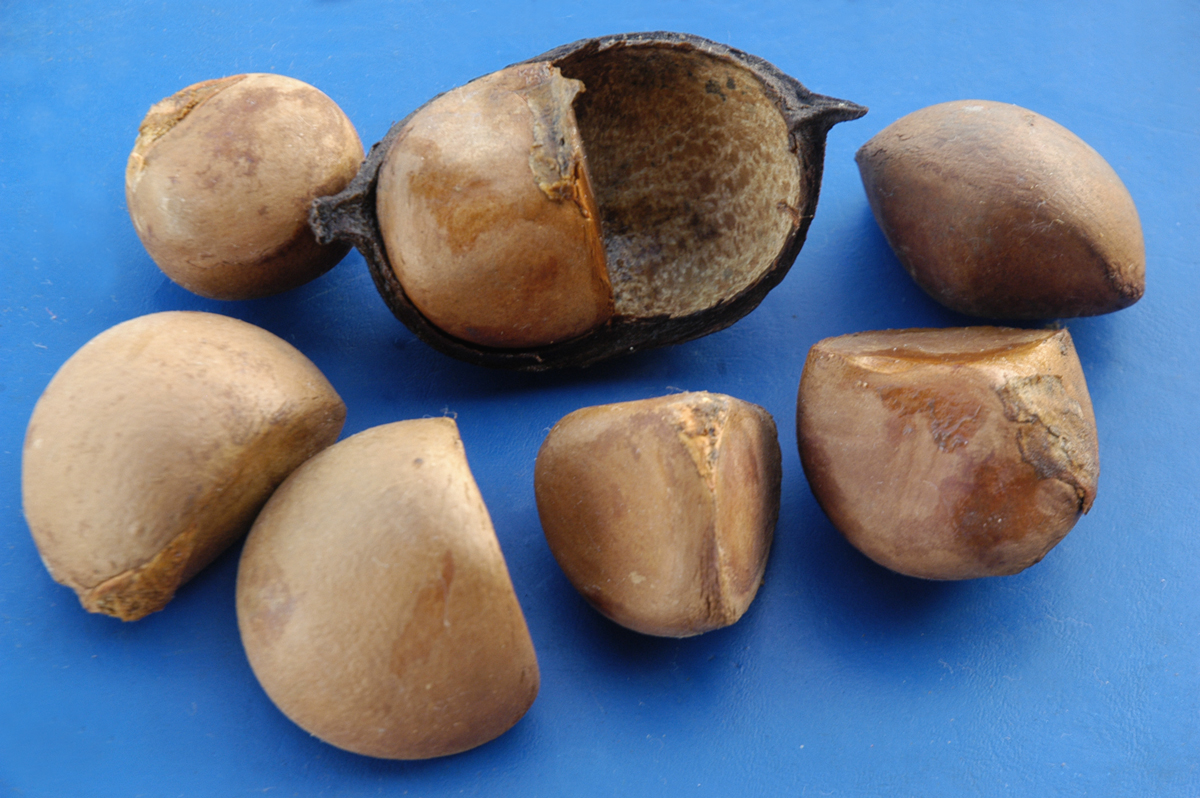
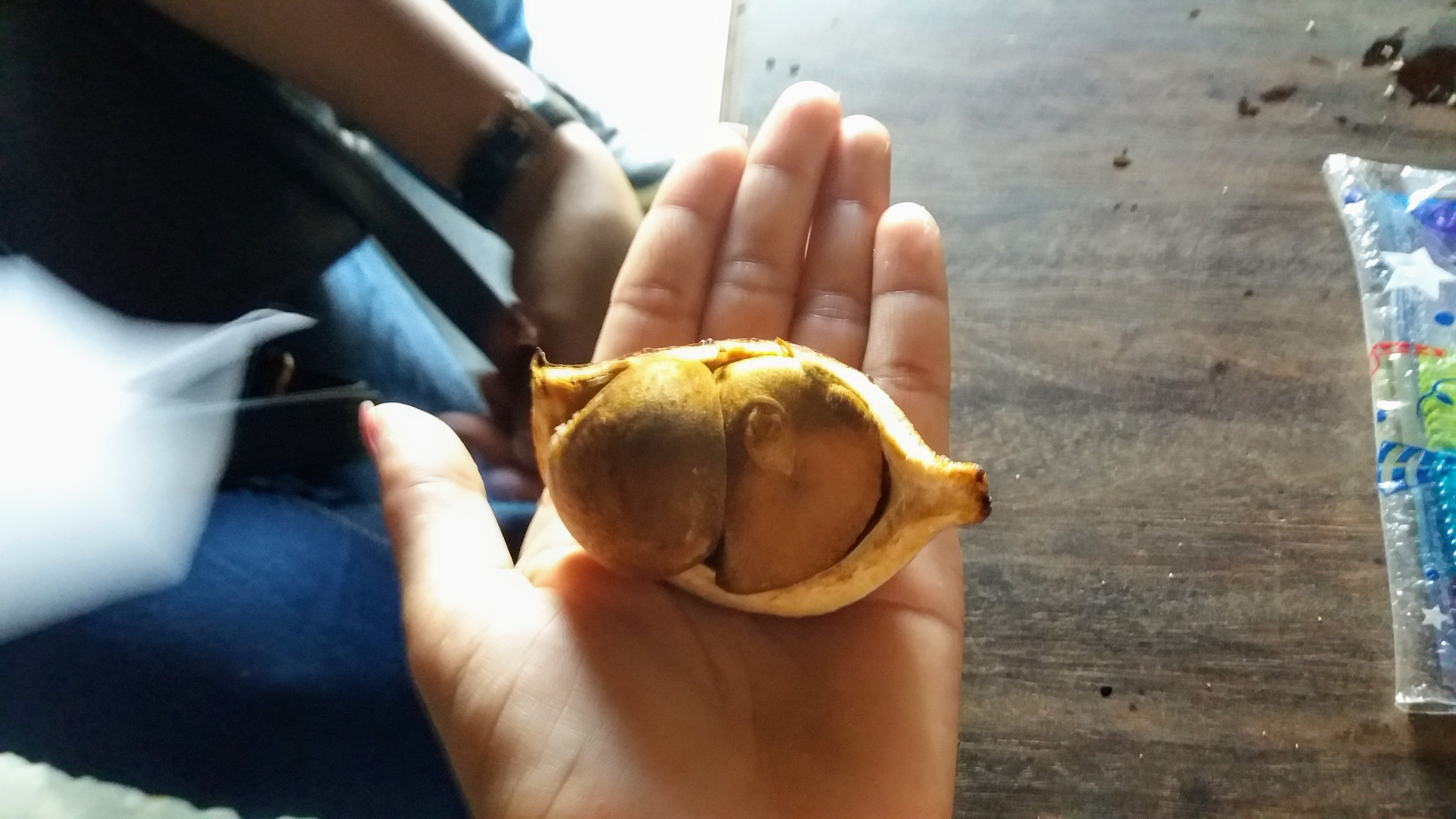

É muito utilizada pelas populações da Região Norte do Brasil. Utiliza-se também em animais que apresentam ferimentos. É aplicado o óleo de andiroba sobre as partes feridas e expostas, evitando a contaminação e aproximação de insetos nocivos.[carece de fontes?]

## Origem
É originária da América Central, América do Sul, Caribe e África tropical. No Brasil, ocorre em toda a Bacia Amazônica, principalmente em regiões de várzeas e áreas alagáveis ao longo dos igapós. Também é encontrada desde o Pará até a Paraíba.[carece de fontes?]

## Plantio
Em condições naturais, as sementes perdem o poder de germinação rapidamente. Para manter a viabilidade, a melhor forma de armazenamento é em câmara seca ou úmida, acondicionadas em sacos plásticos. As sementes são plantadas sem nenhum tratamento em recipientes individuais, contendo substrato rico em matéria orgânica e em ambiente semi-sombreado. A germinação acontece entre 25 e 35 dias depois da semeadura. Em seis ou sete meses, as mudas estão prontas para ir ao campo, onde o desenvolvimento é rápido.
Entretanto, tal qual as outras meliaceas brasileiras, o seu fuste é constantemente atacado pela larva da lagarta Hypsipilla grandella, a exemplo do que ocorre nos plantios de Cedros e Mognos, o que atrapalha o plantio comercial da espécie.[carece de fontes?]

## Causas de risco de extinção
Principalmente por não ser uma planta muito forte, as chuvas fortes e derrubadas estão pondo em risco a sua sobrevivência. Justamente pelo fato de ser uma planta medicinal, seu risco de extinção preocupa.
Faz parte do módulo da vitrine de técnicas da Empresa Brasileira de Pesquisa Agropecuária - Floresta, num sistema agroflorestal multiestrato.[carece de fontes?]